# Козлова, Мария Семёновна (философ)
Мари́я Семёновна Козло́ва (14 декабря 1933 — 31 декабря 2011) — советский и российский философ и переводчик, специалист в области истории философии, метафилософии, эпистемологии. Создатель концепции диалектики познания и трактовки проблем субъектно-объектного анализа.
Переводчик и исследователь философского наследия Людвига Витгенштейна.
Доктор философских наук, ведущий научный сотрудник сектора современной западной философии Института философии РАН.

## Биография
Родилась 14 декабря 1933 года во Владивостоке.
В 1956 году окончила философский факультет МГУ имени М. В. Ломоносова и преподавала философию в высшей школе (философский факультеты ЛГУ, МГУ и др.).
В 1964 году окончила аспирантуру философский факультета ЛГУ имени А. А. Жданова.
В 1965 году защитила диссертацию на соискание учёной степени кандидата философских наук по теме «Концепция знания в философии Л. Витгенштейна».
В 1974 году защитила диссертацию на соискание учёной степени доктора философских наук по теме «Проблемы философии языка».
В 1979—1988 годы — профессор и заведующая кафедрой философии Ленинградского горного института.
С 1988 года — ведущий научный сотрудник сектора современной западной философии Института философии РАН.

## Научная деятельность
Самой главной темой философской творческой деятельности М. С. Козловой являлась разработка начиная с 1975 года концепции философии, что нашло отражение в новом рассмотрении таких вопросов как «Философия в системе культуры», «Роль философских идей в историческом процессе развития науки» и др. М. С. Козлова является автором концепции диалектики познания и трактовки проблем субъектно-объектного анализа, где важное место занимают авторское понимание принципа «индивидуации», под которым понимается индивидуально-личная сторона человеческой деятельности, познания, культуры, а также осмысление диалектических противоположностей (субъективное — объективное и др.) как особых «регулятивных» идей, направляющих многогранный анализ сложных познавательных процессов. Ей была предложена в настоящее время широко получившая распространение концепция гуманитарного знания, которая основывается на обращении к гуманистике (включая её различные измерения — этическое, религиозное, эстетическое) в качестве «живого опыта», предполагающего причастность человека — личную, эмоциональную и другую. На основании этих исследований М. С. Козлова проанализировала гуманитарные особенности самого ёмкого из всех видов человеческого знания — философского.
Многие годы М. С. Козлова занималась изучением философского наследия Людвига Витгенштейна. Именно ей принадлежит право первенства в отечественной философской мысли в наиболее полном описании и оценке концепции этого выдающегося философа XX в. —  функционально-деятельной концепцию языка и нетрадиционной „картину“ динамики, действия языка. Ей было показано, что бытовавшее до этого времени представление Витгенштейна как философа-позитивиста является неправомерным. Кроме того М. С. Козлова обосновала новые истолкования ряда ключевых положений аналитической философии Витгенштейна — понимание философии как метода прояснения в философии позднего Витгенштейна, тезис о парадоксальном характере философского рассуждения и «бессмысленности философских фраз», суждения об особом человеческом опыте переживания высокого, не поддающемся высказыванию (этика, религия) и др.
М. С. Козлова также выступила в качестве переводчика и издателя основных философских трудов Л. Витгенштейна, как и стала составителем библиографии о его творчества на русском языке, составителем и ответственным редактор первого в России коллективного труда «Философские идеи Людвига Витгенштейна» (1996), что стало важной вехой в складывании сообщества отечественных специалистов в области аналитической философии и наследия философа.

## Научные труды

### Монографии
- Козлова М. С. Философия и язык. М., 1972
- Козлова М. С. Диалектика познания. Компоненты, аспекты, уровни. [В соавт.]. Л., 1983

### Статьи
- Козлова М. С. О своеобразии социально-гуманитарного знания // Протоколы XV Всемирного философского конгресса. София, 1973
- Козлова М. С. Проблемы оснований науки // Природа научного познания. Минск, 1979
- Козлова М. С. О роли философских идей в историческом процессе развития науки // Вопросы методологии историко-научных исследований. М., 1982
- Козлова М. С. Идея языковых игр // Философские идеи Людвига Витгенштейна. / ред.-сост. М. С. Козлова. М., 1986
- Козлова М. С. Философия, её назначение, смысл и функции // Введение в философию. Учебник для вузов. Ч.1. М., 1989. Гл.1
- Козлова М. С. Диалектика. // Введение в философию. Учебник для вузов. Ч.1. М., 1989. Гл.7
- Козлова М. С. Назначение философии. Мысли К.Маркса. [В соавт.] // Историко-философский ежегодник. М., 1989
- Козлова М. С. Размышления о феноменах сознания в трудах позднего Л. Витгенштейна // Проблемы сознания в западной философии XX в. М., 1989
- Козлова М. С. Философия как деятельность. Мысли Л. Витгенштейна // Аналитическая философия. Вып.3. М., 1991
- Козлова М. С. Вера и знание. Проблема границы. (К публикации работы Л. Витгенштейна «О достоверности») // ВФ. 1991. № 2
- Козлова М. С. Витгенштейн Л. Философские работы. Ч.1 Ч.2. М., 1994 (перевод, научный комментарий, вступительные статьи)
- Козлова М. С. G.Ryle. Dilemmas. Oxford. 1960 // Вопросы философии. 1996. № 6. (Перевод, прим.)
- Козлова М. С. Дилеммы. Опыт философского анализа // Вопросы философии. 1996. № 6.
- Козлова М. С. Джон Уиздом. Концепция философских парадоксов // История философии. М., 1997. № 1
- Козлова М. С. Аналитическая философия // История философии. Запад — Россия — Восток. Учебник для студентов высш. уч. завед. Кн.3. М., 1998
- Козлова М. С. Л.Витгенштейн: особый подход к философии (к проблеме бессмысленности философских фраз) // Вопросы философии. 1998. № 5
- Козлова М. С. Гильберт Райл. Дилеммы. Главы из кн.: «Дилеммы». Перевод, примеч. // Райл Гильберт. Понятие сознания. М., 1999
- Козлова М. С. "О книге Г.Райла «Дилеммы» // Райл Гильберт. Понятие сознания. М., 1999
- Козлова М. С. Был ли Л. Витгенштейн логическим позитивистом? (К пониманияю природы философии) // История философии № 5. М., 2000
- Козлова М. С. Витгенштейн: новый образ философии // Вопросы философии. 2001. № 8
- Козлова М. С. Г. Х. фон Вригт. Витгенштейн и двадцатый век. Перевод, примеч. [В соавт.] // Вопросы философии. 2001. № 8.